# ضاحية واكيسو
ضاحية واكيسو هي ضاحية في أوغندا، تقع في المنطقة الوسطى، بلغ عدد سكانها 1,997,418 نسمة وذلك حسب إحصائيات سنة 2013، عاصمتها واكيسو .